# Nick Bilton

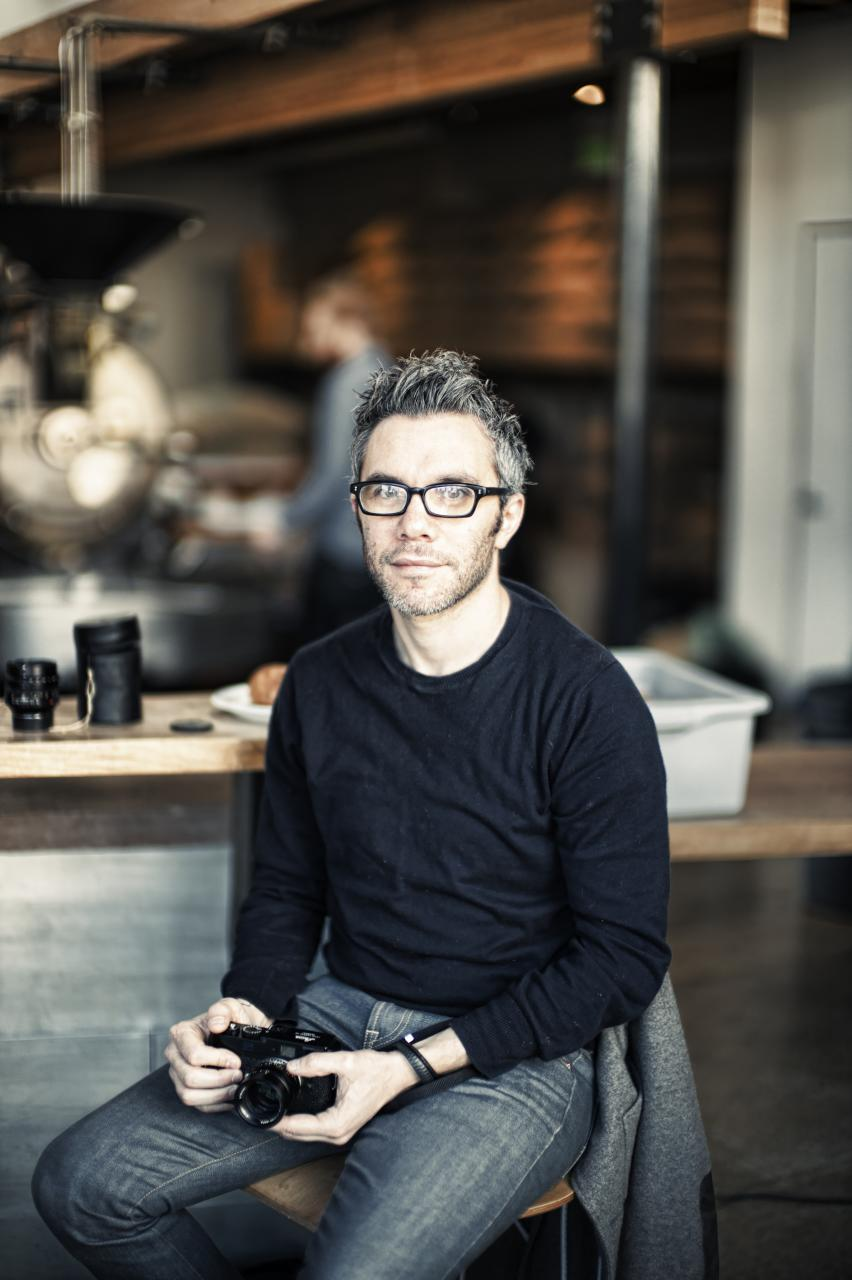
Nick Bilton, em dezembro de 2012.

Nick Bilton é um jornalista e autor britânico-americano. Nick escreve sobre temas da tecnologia e é um colunista do New York Times.
Ele é autor dos livros: American Kingpin, I live in the Future and Here's how it Works e Hatching Twitter. O último foi um best-seller do New York Times e eleito o "Melhor Livro do Ano" no The Wall Street Journal Readers Choice. O livro foi recentemente optado pela Lionsgate e atualmente está sendo transformado em uma série de TV.
Nick atualmente vive em São Francisco, Califórnia.